# Gustave Charpentier
Gustave Charpentier (25 de junio de 1860 - 18 de febrero de 1956) fue un compositor francés, conocido ante todo por su ópera Louise.

## Biografía
Nació en Dieuze, hijo de un panadero, y después de estudiar en el conservatorio de Lille entró en el Conservatorio de París en 1881. Estudió composición con Jules Massenet y en 1887 ganó el Prix de Rome por su cantata Didon. Durante el tiempo que estuvo en Roma gracias al premio, compuso la pieza orquestal Impressions d'Italie y empezó a trabajar en el libreto y la música de lo que sería su obra más conocida, la ópera Louise.
Charpentier volvió a París, y siguió componiendo, incluyendo canciones sobre textos de Charles Baudelaire y Voltaire. Con el tiempo acabó Louise, y fue aceptada en la Opéra-Comique. Es un retrato realista de la clase trabajadora parisina, considerada a veces como un ejemplo temprano de ópera verista.
Louise se estrenó el 2 de febrero de 1900, con dirección de André Messager. Tuvo un éxito inmediato, siendo representada muy pronto por todo el mundo, obteniendo con ello Charpentier reconocimiento mundial. Igualmente, sirvió para lanzar la carrera de la soprano escocesa Mary Garden que se hizo con el rol titular en una de las primeras representaciones. Se hizo una película con esta ópera, en 1939 con Grace Moore en el papel titular, y Louise aún se representa ocasionalmente hoy en día, y su aria "Depuis le jour", es una pieza interpretada con frecuencia en los recitales.
En 1902, Charpentier fundó el Conservatoire Populaire Mimi Pinson, para proporcionar educación artística gratuita a las jóvenes trabajadoras de París. Sin embargo, no siguió componiendo. Trabajó en una secuela de Louise, Julien, pero no tuvo tanto éxito como Louise en su estreno de 1913, y pronto se olvidó. Charpentier prácticamente no volvió a componer el resto de su vida. Murió en París.

## Ópera
- Louise - 1900

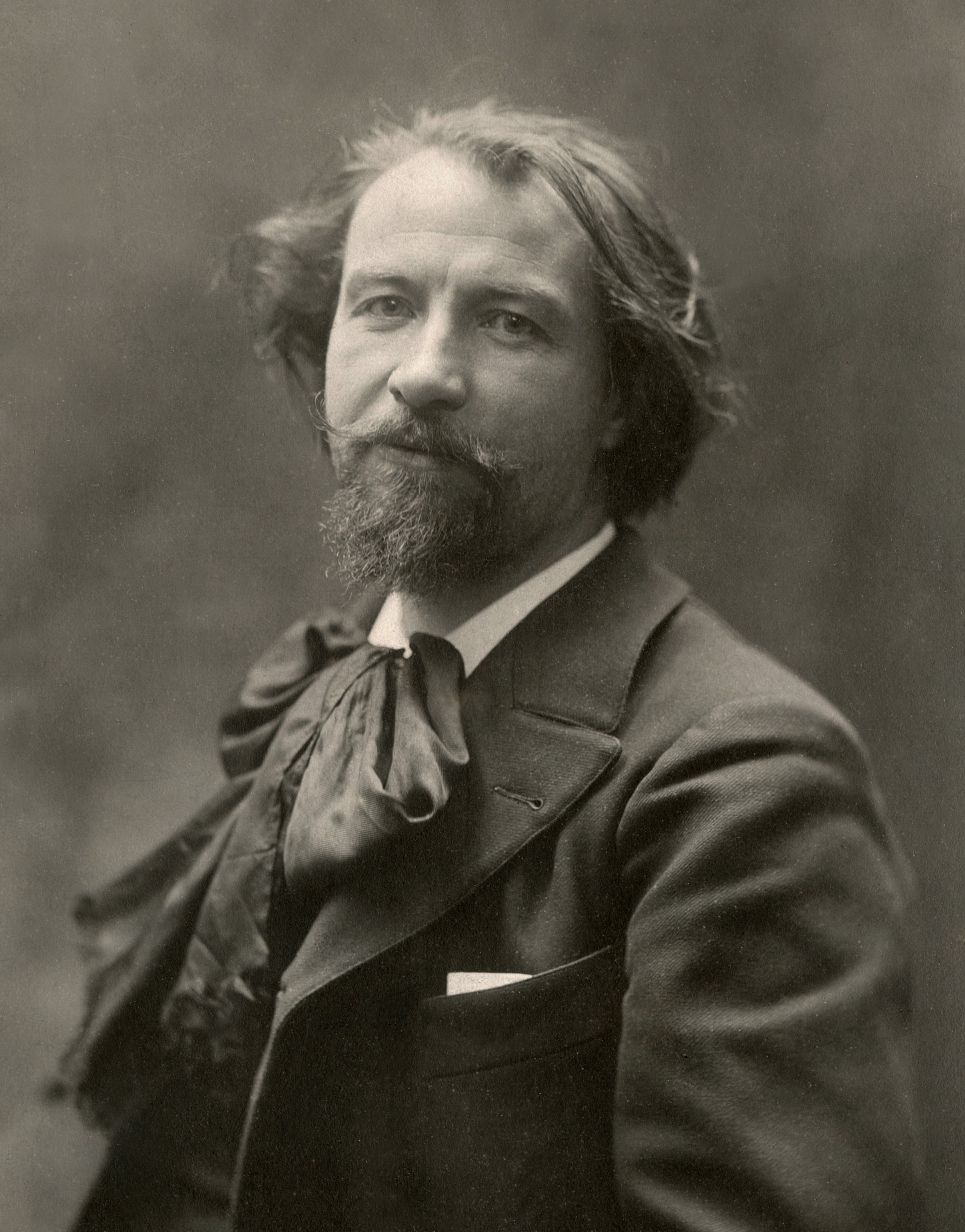
Retrato del compositor francés Gustave Charpentier (1860-1956)

- Julien, ou La vie du poète - 1913
- L'amour au faubourg - 1913
- Orpheito, oi, oi - 1931

- Datos: Q311663
- Multimedia: Gustave Charpentier / Q311663